# نوغاكو
نوغاكو (能楽) هو أحد الأساليب التقليدية للمسرح الياباني. وهو يتألف من الدراما الغنائية نوه، والمسرح الكوميدي كيوغين (狂言). تقليديًا، يتم تقديم كلا النوعين من المسرح معًا، حيث يتم وضع الكيوجين بين مقطوعات النوه خلال يوم من العروض.
أثر على مسرح الدمى الياباني بونراكو، بالإضافة إلى مسرح كابوكي.
تم إدراج مسرح نوغاكو في 2008 من قبل اليونسكو في قائمة روائع التراث الشفهي وغير المادي للإنسانية.

## الروابط الخارجية
- مسرح نوغاكو جمعية فناني مسرح نوغاكو
- جمعية فناني مسرح نوغاكو جمعية فناني مسرح نوغاكو